# Miguel Romero Sotelo
Miguel Eugenio Romero Sotelo (Breña, 5 de julio de 1947) es un arquitecto, educador y político peruano. Fue alcalde metropolitano de Lima desde mayo hasta diciembre de 2022 tras la vacancia de Jorge Muñoz.

## Biografía
Miguel Romero nació el 5 de julio de 1947, en el distrito peruano de Breña; donde creció.
Realizó estudios en el Colegio de Salesianos, de su distrito natal.
Se graduó de la Universidad Nacional de Ingeniería, donde obtuvo el título de arquitecto. 
Tiene una maestría en Planificación Territorial y Gestión Ambiental de la Universidad de Barcelona; una maestría en Educación Superior de la Universidad San Ignacio de Loyola, y en Urbanismo otorgado por el Centro de Estudios Urbanos de Administración en Madrid, España.

### Trayectoria
Se desempeñó como docente en varias universidades del Perú y se desempeñó como decano nacional del Colegio de Arquitectos, entre 2000 y 2002. También es el fundador de Corsuyo, una empresa de diseño y arquitectura.

## Trayectoria política
Su primer acercamiento a un puesto público fue en 1995, cuando candidato a congresista en las elecciones de ese año con Acción Popular; aunque no obtuvo una curul. En las elecciones municipales de 1998, salió elegido por Acción Popular, como concejal de Lima Metropolitana en la gestión municipal de 1999 a 2002, donde ostentó el cargo de regidor.
Se desempeñó como viceministro de Vivienda y Urbanismo en los gobiernos de Alejandro Toledo (2002-2003); y de Ollanta Humala (2011-2012).

### Alcalde de Lima
En las elecciones municipales de 2018, fue electo como teniente alcalde y regidor de la ciudad de Lima, en la lista del alcalde electo Jorge Muñoz por el partido Acción Popular.
El 1 de enero del 2019, Muñoz y sus 39 regidores, entre los que se encontraba Miguel Romero, juraron a sus respectivos cargos en el Circuito Mágico del Agua. La ceremonia contó con la presencia del entonces presidente Martín Vizcarra.
El 27 de abril del 2022 trascendió la decisión del Jurado Nacional de Elecciones  de declarar la vacancia del entonces alcalde Jorge Muñoz Wells. Sin embargo, esta resolución fue notificada recién el 4 de mayo del 2022, con lo que Miguel Romero asume la alcaldía a partir del 5 de mayo. El 9 de mayo, juró como alcalde.

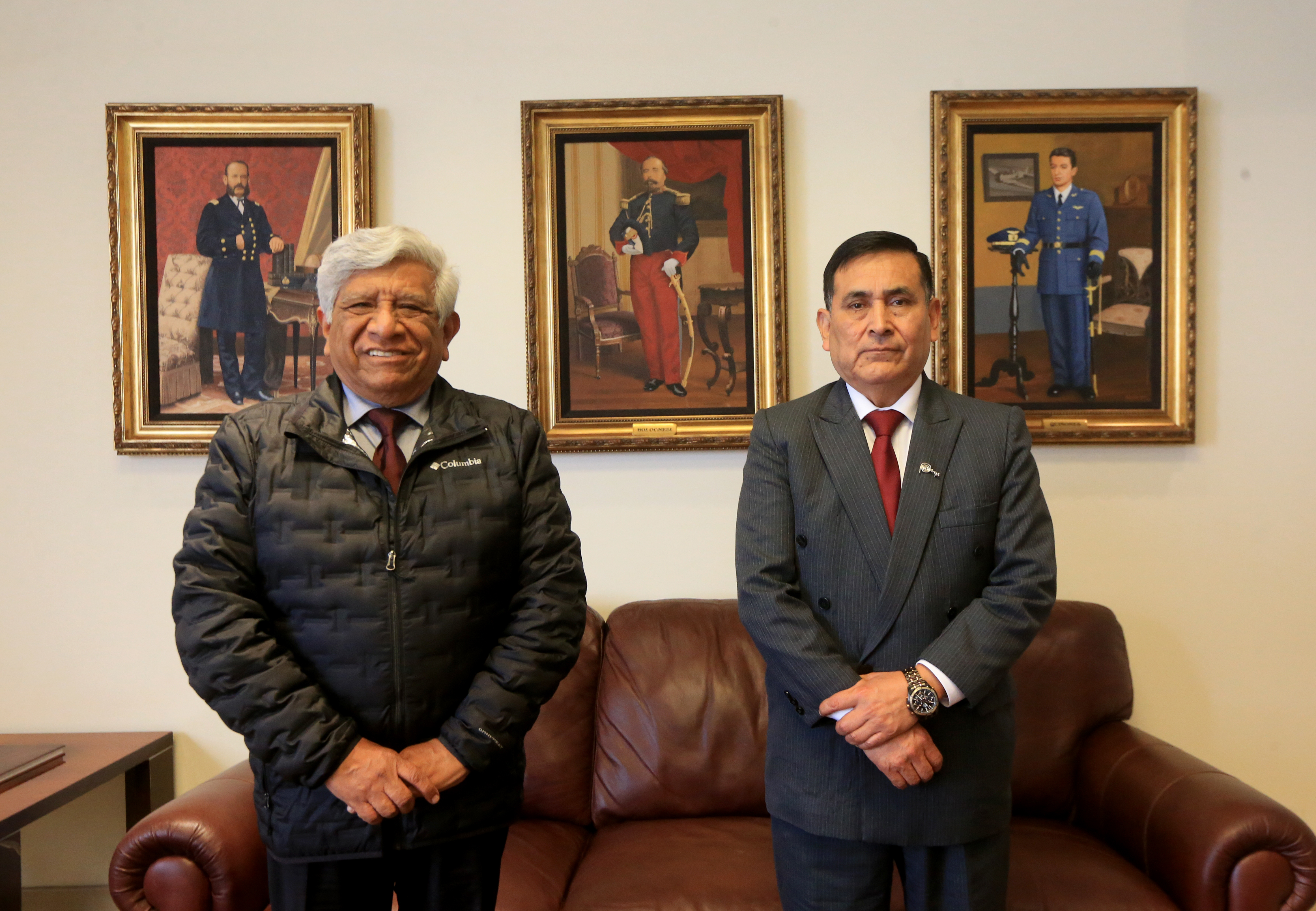
Miguel Romero junto al ministro Richard Tineo.

## Premios
En 1988 obtuvo el primer premio por el diseño de la ciudad Villa El Salvador otorgado por el Colegio de Arquitectos del Perú, y en 1999, logró el premio internacional Vivienda Social de la Fundación Rafael Leoz de España.

## Controversias
Miguel Romero ha sido cuestionado por sus vínculos con inmobiliarias, ya que según el portal IDL – Reporteros, Romero presentó en el 2018, cinco proyectos de habilitación urbana en Lurín, en una zona donde hay interés en hacer un Reajuste Integral de Zonificación (RIZ) para cambiar su uso de suelo, a pesar de que existen opiniones técnicas en contra de ese proyecto. Asimismo, omitió información en su hoja de vida cuando postuló como teniente alcalde y en la declaración jurada de intereses no precisó que estaba como funcionario relacionado con cinco empresas del sector inmobiliario y constructor.